# Orange and Alexandria Railroad
Az Orange and Alexandria Railroad (O&A) Virginia állambeli vasútvonal volt az Amerikai Egyesült Államokban. Az 1848-ban alapított vasútnak kezdetben Alexandriától Gordonsville-ig épült meg a pályája, majd 1854-ben Charlottesville-től Lynchburgig. A pálya fontos szerepet játszott az amerikai polgárháborúban, és több pénzügyi krízissel később a mai Norfolk Southern vasútvonal része lett.

## A megépítése
Egy alexandriai kereskedőcsoport elégedetlen volt azzal, hogy nincs Baltimore és Richmond kikötőihez hasonló kereskedelmi ereje. Elhatározták, hogy a virginiai termőföldek gabonáját, dohányát és egyéb termékeit nem hagyják a vasúttal ellátott Baltimore-ba és Richmondba szállítani, hanem olcsóbb és gyorsabb szállítást kínálnak a Potomac-folyó mentén elhelyezkedő Alexandriába, mely növelné a város kereskedelmi fontosságát. Lobbizásuk következtében a Virginia állami törvényhozás engedélyezte egy kb. 150 km-es, Orange megyéig érő vasútvonal építését. Orange megye ekkor már vasúti összeköttetésben állt Richmonddal a Louisa vonal révén, melyet később átneveztek Virginia Central vasút névre. Az új vasút az Orange & Alexandria Railroad (O&A vasút) nevet kapta. A Virginiai állami törvényhozás 1848. május 28-án bocsátotta ki az alapító okiratot az Alexandriától Gordonsville-ig vezető szakaszra.

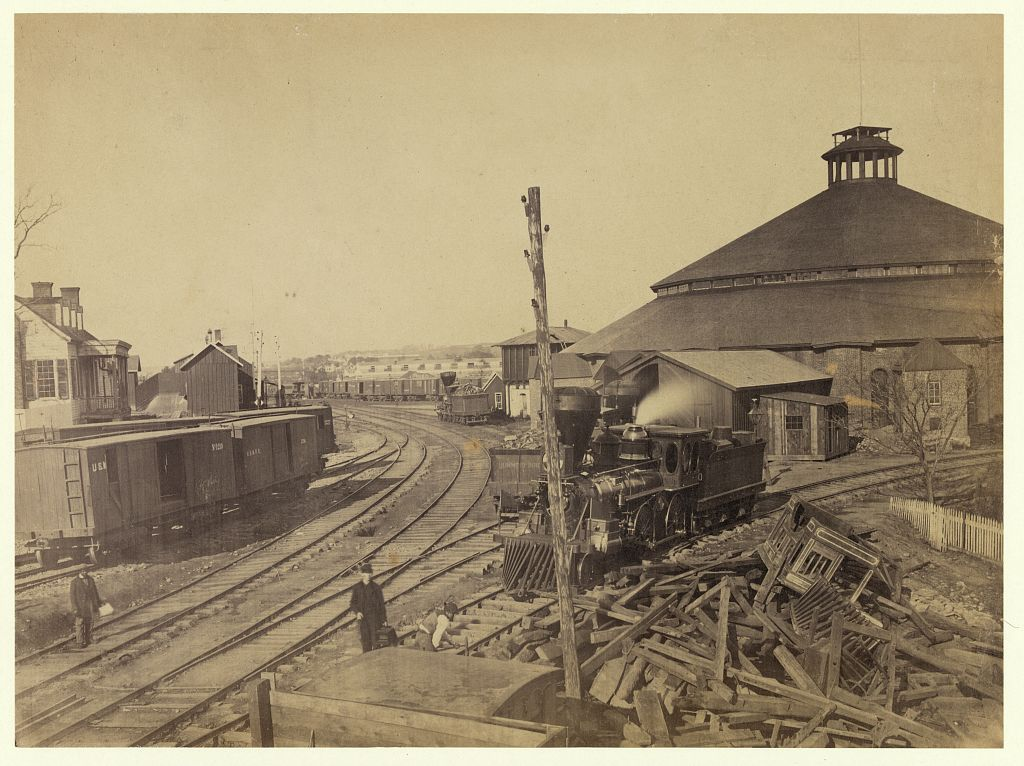
Az O&A depó és fordítóépülete Alexandriában, mely ma a Carlyle/Eisenhower East környéke.

Az építkezés 1850-ben kezdődött a Potomac partjának közelében. A központot Alexandriában hozták létre a kocsiszínnel és a javítóműhellyel. A Wilkes Steet-i alagút a vasúti projekt szerves részét képezte. Mikor az első szakasz 1851. május 7-én megnyílt, a Wilkes utca és az alagút kötötte össze a vasutat a partmenti dokkokkal és raktárakkal. A közeli Smith & Perkins öntöde készítette a mozdonyokat az O&A és más vasutak számára. Az O&A egyik igazgatója, Henry Daingerfield azonnal vásárolt egy kb. 900 acre-ös földterületet a Backlick úttól nyugatra, ahol több természetes forrás is fakadt, így azt Springfieldnek (forrásmező) nevezte el. Befolyását felhasználva elérte, hogy Alexandriától nyugatra az első állomást az ő földjén építsék meg. Ezután nem sokkal postahivatalt is létesítettek Springfieldben és Daingerfield rengeteg pénzt keresett ezen.
A pálya 1851 októberében érte el Tudor Hallt. 1852-ben már Culpeper Court House-ig befejezték a pálya kiépítését. A warrentoni leágazás valójában egy korábbi nyomvonal terve volt és 1853-ban rövid szárnyvonalként kapcsolódott össze az O&A vasúttal. Elnöke hosszú ideig John S. Barbour Jr. virginiai jogász volt, John Strode Barbour képviselő fia és részidős delegáltja. Az O&A vonal egyik állomása, Barboursville róla kapta a nevét. 1854-ben a munkások elértek Gordonsville-ig, és ugyanezen évben Orange megyében összeköttetés létesült a Virginia Central vasúttal. Ezzel létrejött Richmond és Washington külvárosa között a vasúti összeköttetés. A Virginia Central pályájának használati jogával az O&A vonalán immár Charlottesville-ig lehetett eljutni, melyért a Virginia Centralnak pályahasználati díjat kellett fizetni.
1854-ben a Virginia állami törvényhozás megadta az építési engedélyt Charlottesville-től délre, Lynchburgig. Ugyanebben az évben észak felé is terjeszkedni készültek. Ekkoriban a Potomac fölött még nem állt vasúti szerelvényeket elbíró híd, hanem csak lóvontatású szekerek és kocsik szállították az utasokat a mai Long Bridge helyén épült hídon. Így a B&O vasúthoz igyekvő utasok is ilyeneket kellett megtegyék az utat Washingtonba. 1854-ben azonban az O&A társcégeként építési engedélyt kapott az Alexandria & Washington vasút (A&W) mely mindössze hat mérföld hosszú sínein egészen a híd lábáig szállította az utasokat. Az A&W építését 1858-ban fejezték be. 1860-ban a déli vonalmeghosszabbítás is elkészült, és összekapcsolódott a Virginia and Tennessee vasúttal, valamint a South Side vasúttal. Az O&A Tudor Hallnál (ma Manassas) szintén összekapcsolódott az 1850-ben alapított Manassas Gap vasúttal (Manassas-hasadék vasút), mely a Shenandoah völggyel teremtette meg az összeköttetést. A Blue Ridge-hegységet elsőként átszelő Manassas Gap vasút 1854-ben érte el Strasburgöt és ezáltal a Piedmont-völgy felső részének termékei is eljuthattak Alexandriába.
A vasút jelentősen fejlesztette Virginia kereskedelmét. Először a piedmonti régió farmerei, majd később a Shenendoah-völgyéi is terményüket és termékeiket olcsóbban tudták szállítani, mint korábban. Nem csak Washingtont és Richmondot tudták most már elérni, de a Potomac-folyó alexandriai kikötőjén keresztül, ahol tengerjáró hajók is ki tudtak kötni a hajószállítás is megnyílt előttük. Alexandriában, Richmondban és Lynchburgben ipar létesült. Washingtonból Lynchburgig az út nyolc órára rövidült a korábbi, elég kimerítő, három napos zötykölődéssel járó kocsiút helyett. Valójában az O&A volt az első dél felé vezető vasútvonal a főváros régiójában. Befejezését követően a Bostontól Richmondig tartó út teljes egészében vasúttal lefedetté vált.

## Az amerikai polgárháborúban

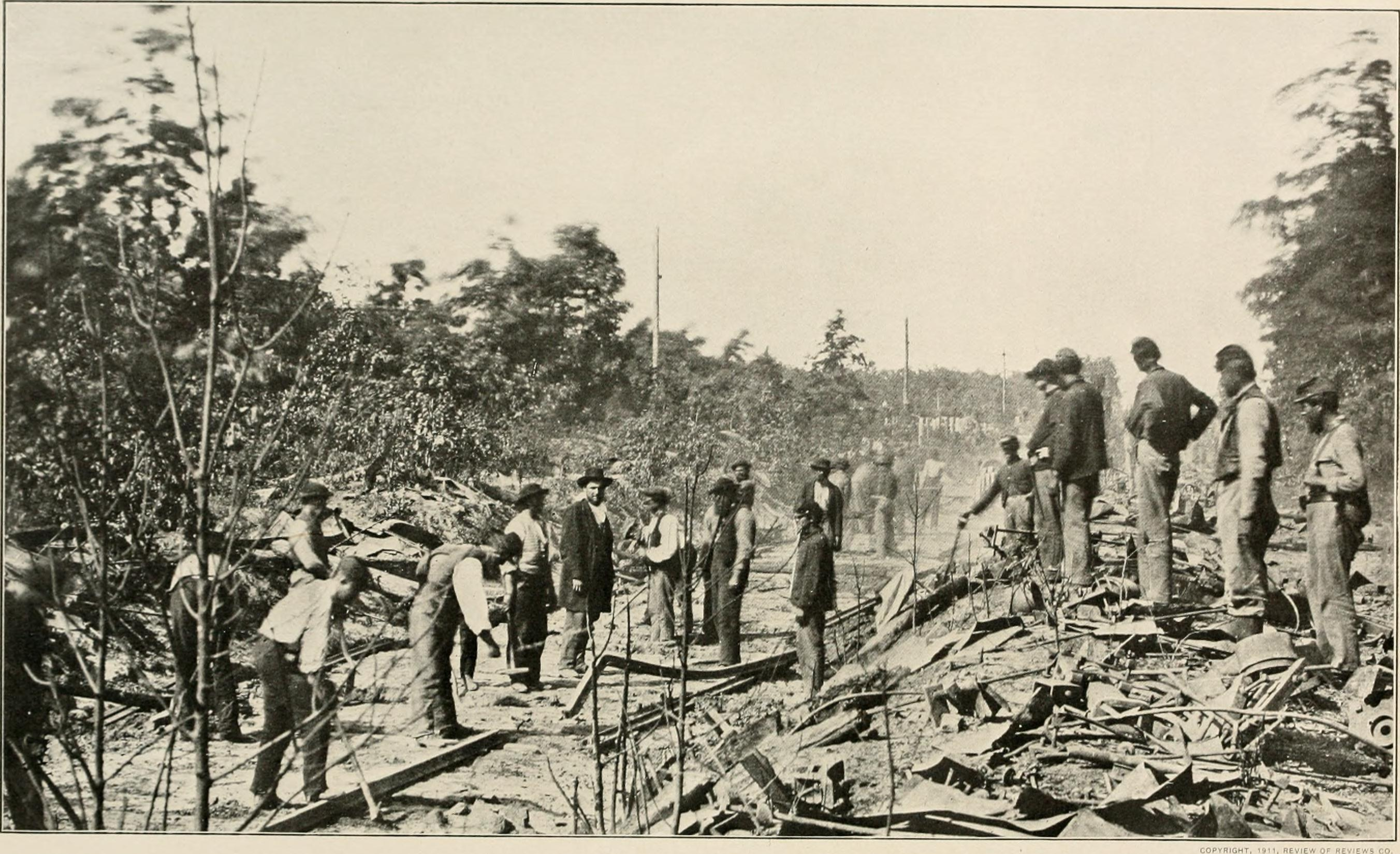
A konföderációs lovasság portyája utáni helyreállítási munka.

Alexandriában az egymással versengő vasutak külön állomásokat építettek. Richmondhoz hasonlóan a konkurens befektetői csoportok nem voltak érdekeltek benne, hogy egymás forgalmát növeljék. A vasúti sínek összekötetlen maradása munkát teremtett a szekeres szállítmányozóknak, akik az egyiktől a másik állomásig fuvarozták az árukat, de katonai kihatásai is voltak a Konföderáció számára. A polgárháború kitörése előtt Robert E. Lee, Virginia kormányzójának katonai tanácsadója szerepkörben nem volt képes az Alexandria, Loudoun, and Hampshire (AL&H) és az O&A tulajdonosait rábírni, hogy építsenek pályaszakaszt a két vasút közé. Ennek következtében 1861. március 24-én, Alexandria elestekor két értékes mozdony az AL&H vonalán maradt, a déli vasutaktól elszigetelve. Hogy megmentsék őket a szövetségi katonaságtól, Leesburgbe vitték őket. A hadi helyzet romlásával a mozdonyokat szét kellett bontani és darabokban a Manassas-hágó vasútjának Piedmont állomásához (ma Delaplane állomás) szállítani Loudoun és Fauquier megyéken keresztül.
Az O&A stratégiai fontosságú vasútvonal volt a virginiai harcokban, ezért ismétlődően megküzdöttek birtoklásáért és sokszor szaggatták fel nyomvonalán a síneket. A Virginia Central vasút és az O&A Richmondtól Washingtonig vezetett, így az ezen a hadszíntéren harcoló hadseregek ellátását ezen vonalak birtoklásával lehetett megoldani. Az Unió Potomac hadosztálya 1861 nyarán megpróbálta elfoglalni a Manassasi vasúti csomópontot a Konföderációtól, de a Bull Run-i vagy más néven manassasi csatában vereséget szenvedett és visszamenekült Washingtonba.
A déli kézen maradt csomópont azt jelentette, hogy a Konföderációs hadsereg továbbra is használhatta utánpótlás szállítására az O&A vasutat, azonban az egy sínpárral rendelkező vonal áruszállító képessége korlátozott volt. A 40 ezer fős hadsereg ellátását alig lehetett vele megoldani. 1862 márciusában az Észak-Virginiai hadsereg feladta a manassasi csomópontot és visszavonult délre, mielőtt az északi túlerő vereséget mérhetett volna rá. Pár nappal később így a csomópont az Unió kezére került. A Potomac hadsereg parancsnoka ekkor George B. McClellan vezérőrnagy volt, aki 1856-tól 1861-ig főmérnök és aztán alelnök volt az Illinois Central és az Ohio and Mississippi vasútnál, következésképpen értett a szakmához. McClellan helyesen felmérve az O&A szállítóképességét, nem akarta hadseregét ennek mentén dél felé mozgatni az ellátási problémák miatt. Ezzel szemben azonban a déli hadsereg nagyságát ismétlődően túlbecsülte, pedig ugyanaz a vasútvonal kellett, hogy ellássa.
1862 júliusában az Észak-Virginiai hadsereg Stonewall Jackson vezérőrnagy vezette szárnya megtámadta a Manassas csomópontnál kiépített óriási szövetségi depókat, John Pope vezérőrnagy Virginiai hadseregének ellátóbázisát és zsákmányul ejtette, illetve felégette az ott talált készleteket. Ezt Pope úgy akart javára fordítani, hogy erőteljes támadással megsemmisíti az Észak-Virginiai hadsereg Jackson parancsnokolta szárnyát, de koncentrált erőfeszítése közben figyelmen kívül hagyta a másik szárny műveleteit. Ez vezetett a Második Bull Run-i vereséghez. 1863-ban Joseph Hooker vezérőrnagy parancsára az uniós lovasság nagyszabású támadást indított a konföderációs lovasság ellen a Brandy állomási ütközetben, de nem tudta megtörni az aktív védelmet. A kisebb jelentőségű első és második Rappahannock állomási ütközetet szintén a vasútvonal birtoklásáért vívták.
1863-ban a megnövekedett áru- és utánpótlásszállítási követelmények miatt az uniós hadvezetés elhatározta, hogy a régi helyén új hidat épít a Potomacen, de ezúttal olyat, ami a vasúti forgalmat is átereszti. Ezután az A&W vasutat államosították és a folyó felett meghosszabbították pályáját egészen a B&O vasúttal való összekapcsolásig. A US Military Railroad (Egyesült Államok Katonai Vasútja) működtette az A&W, az Alexandria, Loudon & Hampshire és az O&A vasút északi pályáját egyaránt, melyeket a Military Railroad of Northern Virginia, Észak-Virginia Katonai Vasútja szervezet fogott egybe. A háború után a meghosszabbított A&W a Washington, Alexandria & Georgetown vasút nevet kapta.

## Vállalategyesülések a rekonstrukció idején
Az O&A rossz állapotban érte meg a rekonstrukció éráját, pályája nagy szakaszait felszaggatták, kocsiállományának többségét elpusztították. Barbour hozzálátott a helyreállításhoz, de ez önerőből nem ment. 1866-ban a nagy vetélytárs, a Baltimore & Ohio Vasúttársaság befolyást kezdett vásárolni az O&A-ban, mìg elérte a tulajdonosi többséget. Az északi, tehát politikai összeköttetésekkel rendelkező befektetőktől és sógorától, J. S. B. Thompsontól kapott segítség után az új tulajdonosok 1867-ben az O&A-át egyesìtették az Edward Carrington Marshall vezette Manassas Gap vasúttal, s új neve az Orange, Alexandria & Manassas Vasúttársaság (OA&M) lett. A sérült pályaszakaszokat kijavították, és a Shenandoah-völgyben folytatódott az építkezés, 1868-ban Mt. Jacksontól Harrisonsburgig hosszabbítva a vonalat. A Tudor Hall állomást átnevezték Manassasre és 1873-ban városi jogra emelték.
Időközben 1870-ben a Baltimore & Potomac vasút (B&P), a PRR leágazása vonalat épített Baltimoretól a Pope-patakig, melynek oldalága Bowietól a marylandi Bennengen és Washingtonon keresztül Long Bridge-ig vezetett. Ennek elkészülte érzékenyen érintette a B&O vasutat. A PRR elvágta a B&O és az O&A közötti összeköttetést, mikor 1872-ben irányítása alá vonta a Potomac-folyó virginiai oldalát Long Bridge-től Alexandriáig. Válaszképpen a B&O új nyomvonalat épített ki Hyattsvilletől a folyó Alexandriával szemközti oldaláig. Üzembe helyeztek egy kompot a kocsik szállítására a B&O és az Orange, Alexandria & Manassas vonala között, mely a Potomac Yards századfordulón elkészülő Potomac Yards befejezéséig változatlanul üzemelt.
1872-ben az OA&M összeolvadt a Lynchburg & Danville vasúttal és az új közös nevük a Virginia & North Carolina vasút lett, melyet mindössze egy évvel később, 1873-ban átneveztek Washington City, Virginia Midland & Great Southern vasút (WCVMGS) névre, mely az 1873-as tőzsdepánik utáni krízis miatt 1876-ban állami gyámság alá került. Szintén ez évben a Charlottesville & Rapidan vasút egybeolvadt a Washington City, Virginia Midland & Great Southern vasúttal, így létrejött a közvetlen összeköttetés Orange és Charlottesville között. Az eredeti, Orange-Gordonsville-Charlottesville pályaszakaszt bérletbe adták Chesapeake & Ohio vasút számára, míg az új nyomvonal átvette a régi szerepét és a két város közötti fő vasúti összeköttetési vonallá vált.
1881-ben a WCVMGS-t átszervezte a tulajdonos és a megjegyezhetetlenül hosszú nevet Virginia Midlandre rövidítette. 1886-ban az egész integrált vonalat bérbe adták a Richmond & Danville vasút részére, de ez sem mentette meg a következő gazdasági válságtól, mely 1893-ban csődbe juttatta. 1894-ben a Virginia Midlandet és a Richmond & Danville-t egyaránt megvásárolta a Southern Railway. A Potomac folyó partjától délre, Alexandrián keresztül vezető eredeti szakaszt elbontották és lakónegyedet, illetve üzleteket építettek a helyén. A vasút mai északi végpontja az Alexandria Pályaudvartól közvetlenül délre összekapcsolódik a CSX Transportationnel az AF TOWER nevű épületnél.
Az Orange és Charlottesville közötti pályaszakaszt 1914-ben szintén megvásárolta a Southern Railway társaság.

## A 20. században
1982-ben a Southern  Railway System a Norfolk and Western vasúthálózattal egybeolvadva létrehozta a Norfolk Southern (NS) rendszert. Az O&A síneit az Amtrak és a Virginia Railway Express (VRE) használja ingázójáratok közlekedtetésére az eredeti pálya egy részén.
Az Orange-től Gordonsville-ig tartó szakaszt hosszúlejárattal bérbe adták a C&O vasútnak, mely átadta a CSX-nek, aki pedig bérbe adta a Buckingham Branch vasútnak, mely az Orange Subdivisiont működteti.
Az eredeti infrastruktúra egyik építményrelikviája a Hoofs Run hídja és a Wilkes Street-i alagút Alexandriában.

## Megállóhelyek és állomások

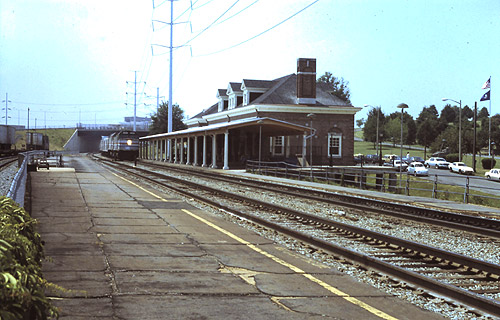
Alexandria (O&A vasút, az Alexandria, Loudoun és Hampshire vasút, valamint az Alexandria és Washington vasút végállomása
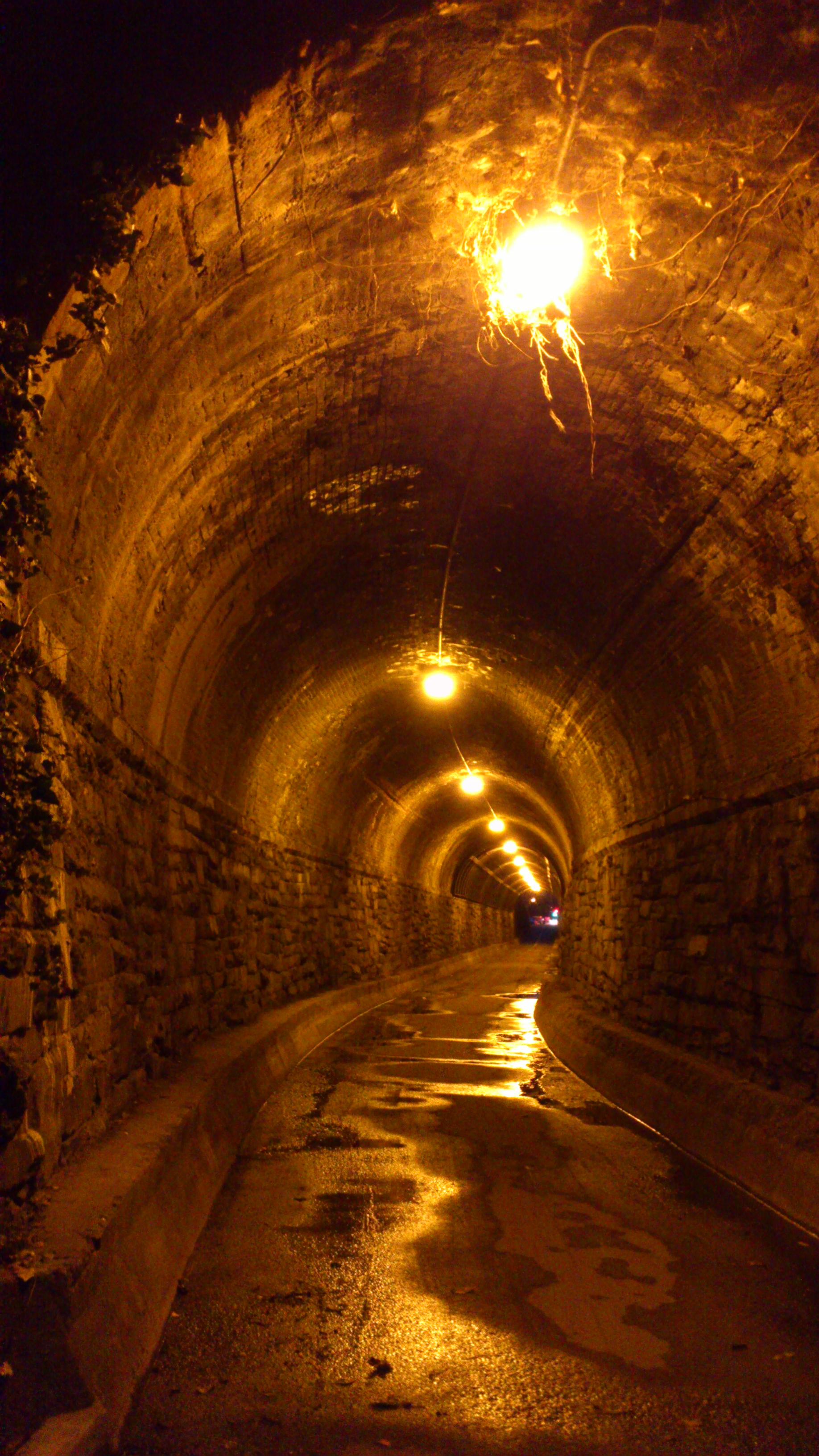
A Wilkes Street-i alagút belülről
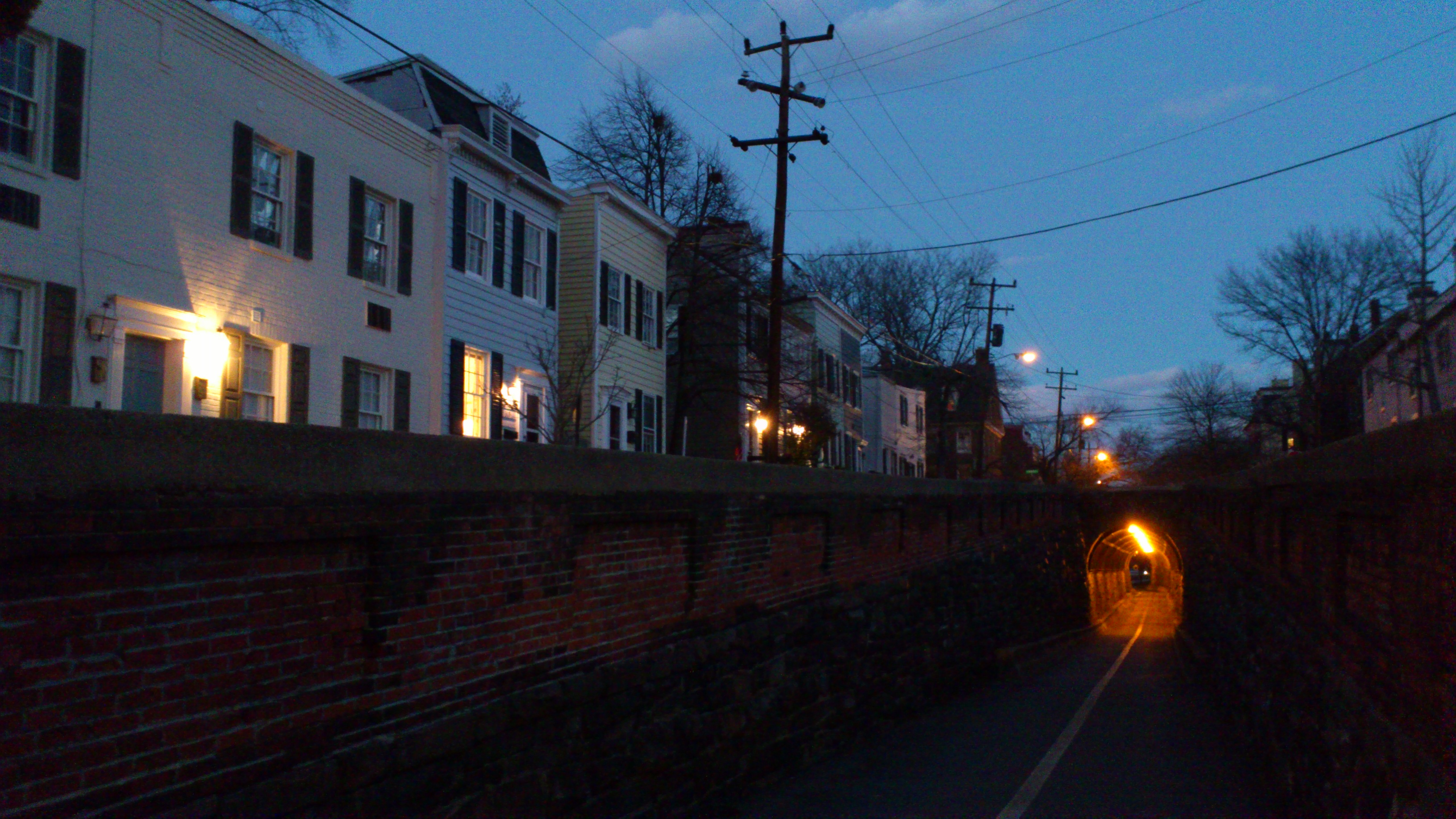
A Wilkes Street-i alagút külső része
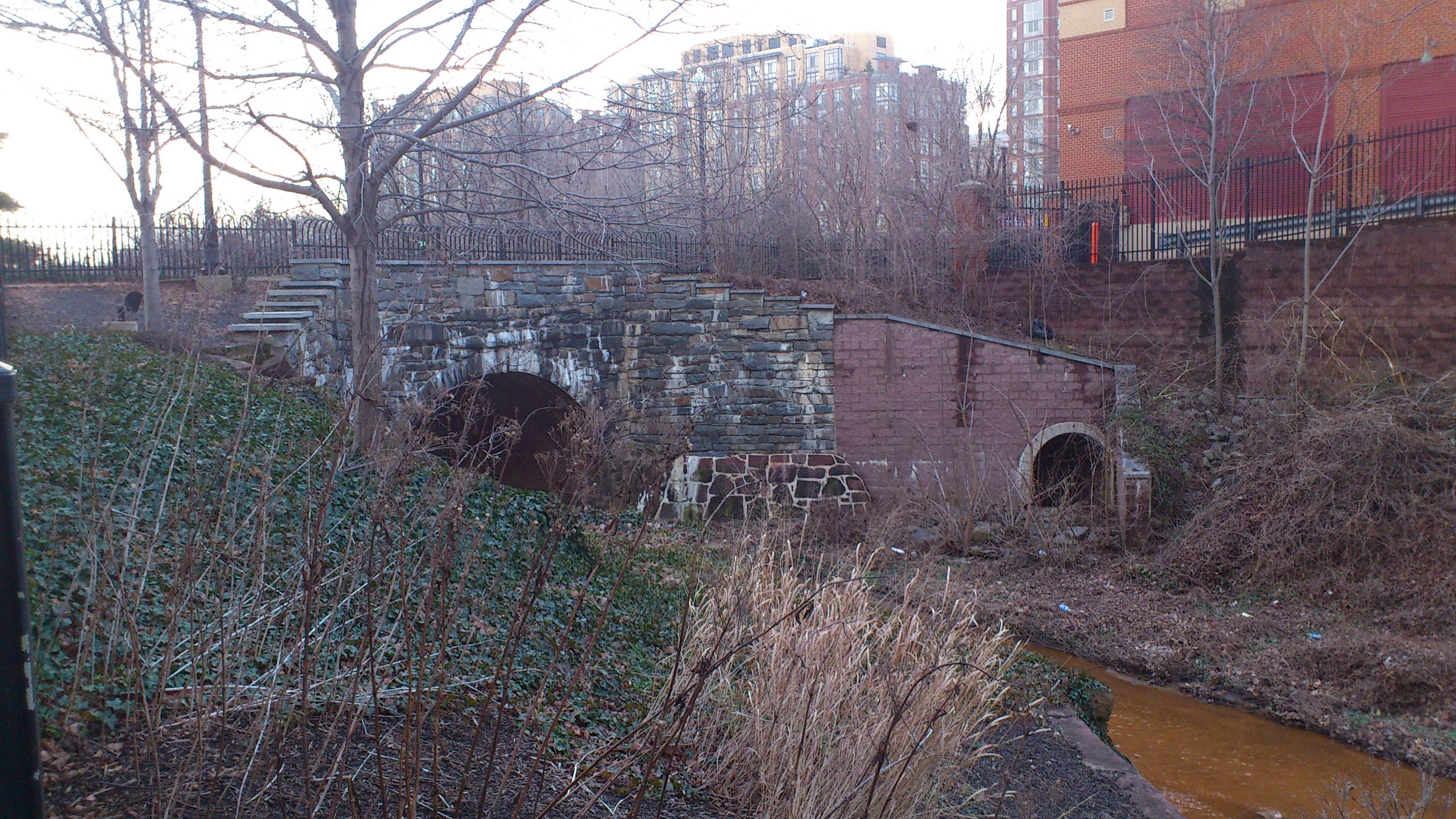
Duke Street vasúti híd
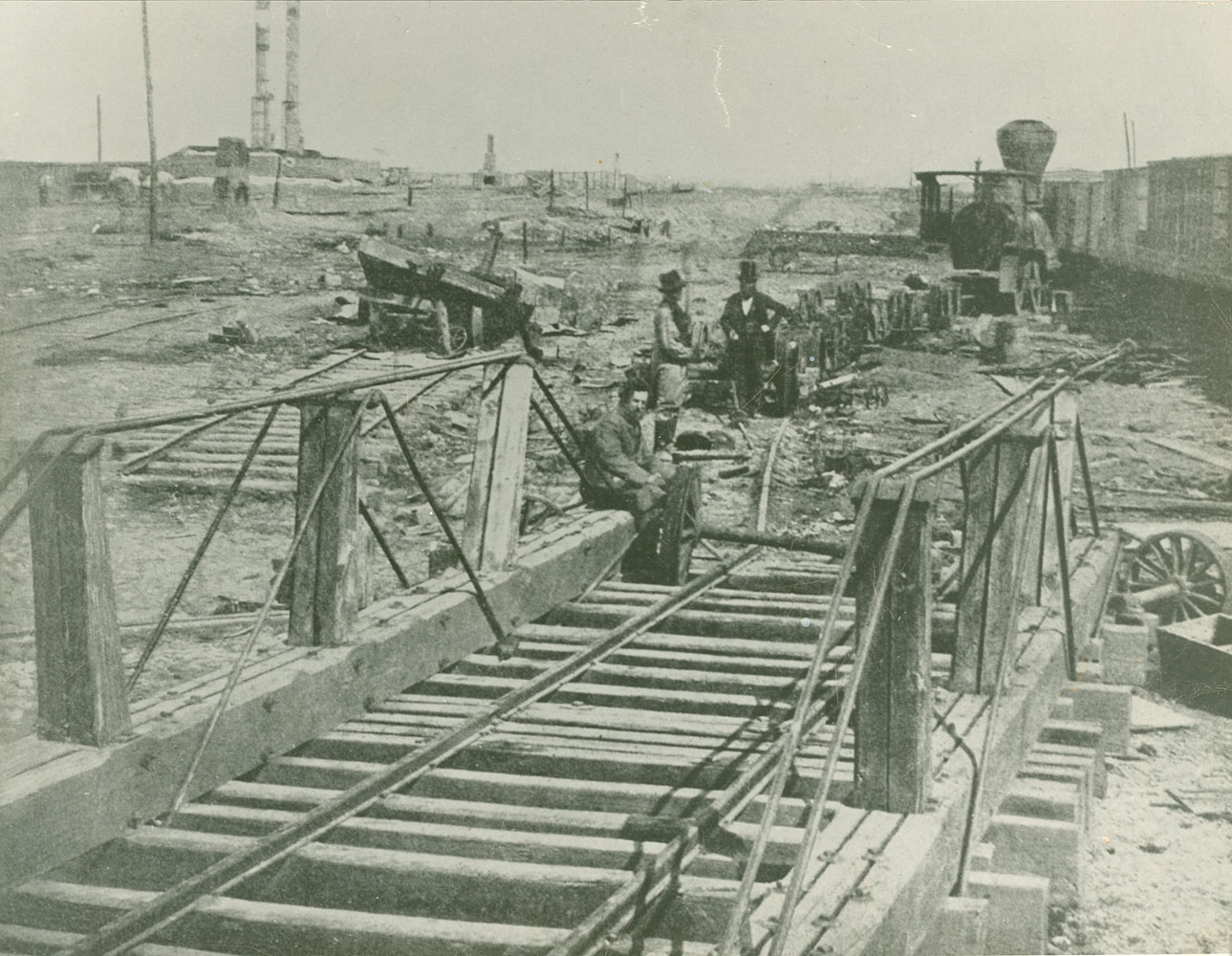
Manassas állomás, a Manassas-hasadék vasút csomópontja
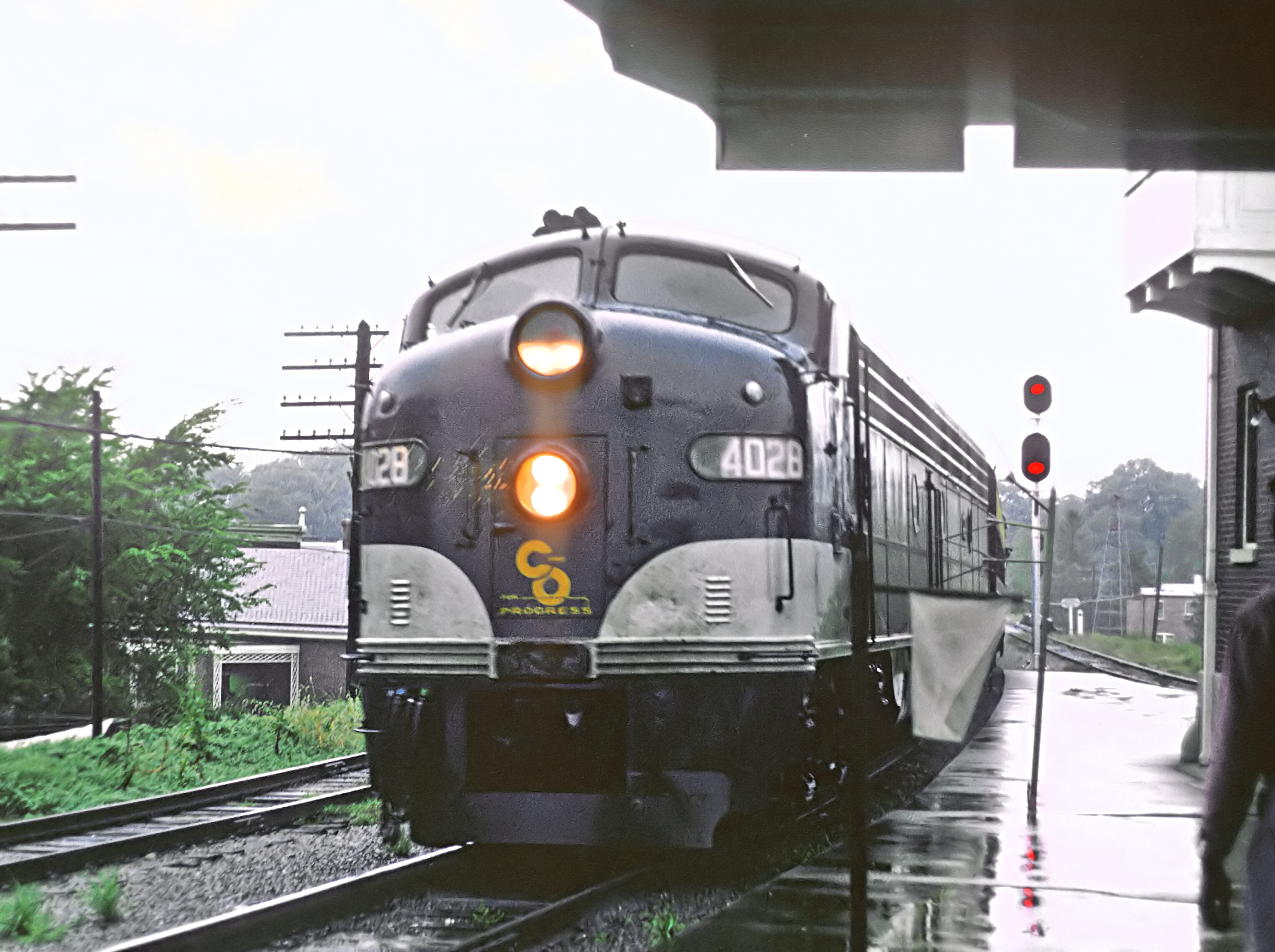
Gordonsville, Az O&A és a Virginia Central vasút közös állomása
Charlottesville állomás, az O&A és a Virginia Central vasút közös állomása
Devereux állomás
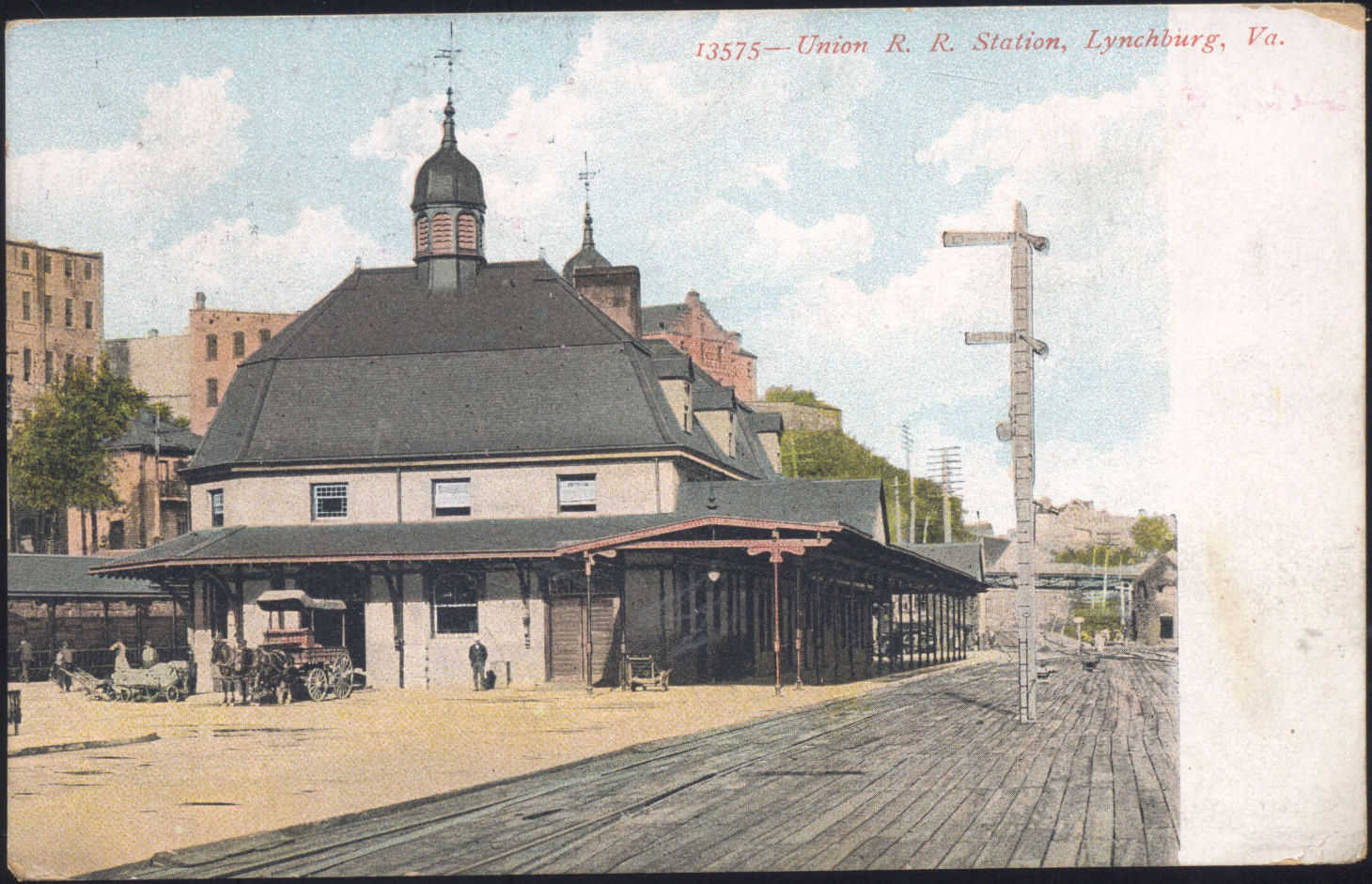
Lynchburg állomás, a South Side vasút és az O&A vasút végállomása

## Lásd még
- Rapidan Passenger Depot